# Dragomir, Bacău
Dragomir este un sat în comuna Berzunți din județul Bacău, Moldova, România.